# 코스타리카의 공휴일
코스타리카의 공휴일은 다음과 같다.
| 날짜           | 공휴일 이름          | 비 고 |
| -------------- | -------------------- | ----- |
| 1월 1일        | 새해 첫날            |       |
| 3~4월 중(이동) | 성목요일             |       |
| 3~4월 중(이동) | 성금요일             |       |
| 3~4월 중(이동) | 부활절               |       |
| 4월 11일       | 후안 산타마리아 데이 |       |
| 5월 1일        | 노동절               |       |
| 7월 25일       |                      |       |
| 8월 2일        |                      |       |
| 8월 15일       | 어머니날             |       |
| 9월 15일       | 독립기념일           |       |
| 10월 12일      | 국립 문화의 날       |       |
| 12월 25일      | 크리스마스           |       |